# 熱帶風暴榕樹 (2011年)
熱帶風暴榕樹（英語：Tropical Storm Banyan，聯合颱風警報中心：WP232011，國際編號：1120，菲律賓大氣地球物理和天文管理局：Ramon）為2011年太平洋颱風季第20個被命名的風暴。「榕樹」一名乃由香港提供，是榕樹的意思，華南地區常見的一種樹。

## 發展過程
10月8日，此熱帶擾動被聯合颱風警報中心編號為92W。
10月9日，菲律賓大氣地球物理和天文管理局將其命名為Ramon。
10月10日，此熱帶擾動向南移至7.3N、132.1E附近，日本氣象廳將其升格為熱帶低氣壓。同日，聯合颱風警報中心編號為23W，並發出第一次報告。
10月11日，日本氣象廳升格為熱帶風暴，並給予命名榕樹與國際編號1120。
10月12日晚上8時，日本氣象廳降格為熱帶低氣壓。
10月15日早上8時，日本氣象廳及聯合颱風警報中心分別發出最後報告；下午4時，香港天文台與中央氣象局降格為低壓區。

## 影響

### 菲律賓
當地最高熱帶氣旋警告信號：二號風暴信號
10月10日，菲律賓大氣地球物理和天文管理局為4個省發出一級風暴信號。
10月11日，菲律賓大氣地球物理和天文管理局為6個省發出二級風暴信號。
10月12日，因接近菲律賓，強度減弱，為14個省發出一級風暴信號。

## 外部連結
- （英文）http://www.usno.navy.mil/JTWC/ （页面存档备份，存于） 聯合颱風警報中心首頁
- （繁體中文）http://www.cwb.gov.tw/ （页面存档备份，存于） 中央氣象局首頁
- （日語）http://www.jma.go.jp/jma/index.html （页面存档备份，存于） 日本氣象廳首頁
- （繁體中文）http://www.hko.gov.hk/ （页面存档备份，存于） 香港天文台首頁
- （繁體中文）http://www.smg.gov.mo/ （页面存档备份，存于） 澳門地球物理暨氣象局首頁